# 10 WINGS
『10 WINGS』（テン ウィングス）は、1995年10月20日にリリースされた、中島みゆきの23作目のオリジナルアルバム。

## 解説
1989年から毎年12月、東京・渋谷のbunkamura・シアターコクーンで上演されていた実験的音楽劇『夜会』のために書き下ろしたオリジナル作品10曲を、新たに再録音して発表したセルフカバー・アルバムである。本作が発表された1995年に上演された『夜会 Vol.7 2/2』以降は、再演と「二隻の舟」を除けば全ての演奏曲が書き下ろし作品となり、中島はより舞台への活動に傾倒するようになる。そういった一連の活動の中で生まれた作品をまとめた、アルバムの続編的作品『日-WINGS』『月-WINGS』なども後年には制作された。
収録曲のうち大半が7分以上で、2021年現在、オリジナル・アルバムとしては全体の収録時間が一番長くなっている。
発売当時のインタビューで中島は「歌を自由にしてあげようとはじめた夜会だが、オリジナル曲は物語の場面に閉じ込められてしまった。それらを一曲の楽曲としても（翼で羽ばたくように）自由に聴いてほしかった」とコメントしていた。
本作から、楽曲に英語のタイトルが付くようになった。

## 発売形態
CDと、APO、コンパクトカセットの3種類の形態で発売され、本作を以て、オリジナル・アルバムのコンパクトカセットによる販売が終了した。
現行盤のCDは2001年にヤマハミュージックコミュニケーションズから発売されたものである。

## 収録曲
| 全作詞・作曲: 中島みゆき。 |                                                         |            |            |                    |       |
| #                          | タイトル                                                | 作詞       | 作曲・編曲 | 編曲               | 時間  |
| 1.                         | 「二隻の舟」(Two Boats)                                 | 中島みゆき | 中島みゆき | 瀬尾一三           | 8:21  |
| 2.                         | 「思い出させてあげる」(Make You Remember)               | 中島みゆき | 中島みゆき | 瀬尾一三           | 7:53  |
| 3.                         | 「泣かないでアマテラス」(Don't Cry, Amaterasu)          | 中島みゆき | 中島みゆき | 瀬尾一三           | 7:25  |
| 4.                         | 「Maybe」                                               | 中島みゆき | 中島みゆき | 瀬尾一三           | 6:52  |
| 5.                         | 「ふたりは」(Two Of Us)                                 | 中島みゆき | 中島みゆき | David Campbell     | 9:08  |
| 6.                         | 「DIAMOND CAGE」                                        | 中島みゆき | 中島みゆき | 浦田恵司, 瀬尾一三 | 7:12  |
| 7.                         | 「I Love Him」                                          | 中島みゆき | 中島みゆき | 瀬尾一三           | 5:46  |
| 8.                         | 「子守歌」(Cradle Song)                                 | 中島みゆき | 中島みゆき | 瀬尾一三           | 4:17  |
| 9.                         | 「生きてゆくおまえ」(You Who Will Stay To Live Forever) | 中島みゆき | 中島みゆき | David Campbell     | 10:54 |
| 10.                        | 「人待ち歌」(Songs Of Waiting For Someone)              | 中島みゆき | 中島みゆき | 瀬尾一三           | 3:59  |
| 合計時間:                  | 合計時間:                                               | 合計時間:  | 71:47      |                    |       |

## 楽曲解説
1. 二隻の舟
  - 1989年の初演の際から歌われ続けてきた『夜会』のテーマ曲。2000年に上演された『夜会Vol.11 ウィンター・ガーデン』と2002年の『ウインター・ガーデン（再演）』、2008年 - 2009年の『夜会VOL.15 夜会VOL.15 〜夜物語〜元祖・今晩屋』、2009年の『夜会VOL.16 夜会VOL.15 〜夜物語〜本家・今晩屋（再演）』以外の全ての舞台で歌われている。
  - 1992年のアルバム『EAST ASIA』の中ですでにとりあげられていたが、新たにこのアルバムの中でもリメイクされた。1998年のベストアルバム『大銀幕』に収録されている「二隻の舟」は、このアルバムのバージョンである。
2. 思い出させてあげる
  - 1994年上演『夜会Vol.6 シャングリラ』の中で発表されたオリジナル曲。1998年のコンサートツアーでも歌われた。
3. 泣かないでアマテラス
  - 1992年上演の『夜会Vol.4 金環蝕』の中で歌われた作品。
  - 岩井俊二監督の映画『スワロウテイル』（1996年公開）の劇中で挿入歌として使用された。
  - 1997年のコンサートツアー『中島みゆきCONCERT TOUR '97「パラダイス・カフェ」』でも歌われた。
4. Maybe
  - 1990年上演の『夜会1990』の中で披露された作品。翌年発表のオリジナルアルバム『歌でしか言えない』の中にほぼ同じアレンジで再録音・発表され、1992年には「誕生/Maybe」としてシングルカットされた。
  - このアルバムで収録されているものは、『歌でしか言えない』やシングルのものとはアレンジが異なっている。
5. ふたりは
  - 1990年に発表されたアルバム『夜を往け』に収録されていた作品で、同年末に上演された『夜会1990』の中でも歌われた。
  - デヴィッド・キャンベルが編曲を担当した。中島みゆきと同じくヤマハ出身の世良公則がデュエットでゲスト参加している。
6. DIAMOND CAGE
  - 1992年上演の『夜会Vol.4 金環蝕』の中で歌われた作品。夜会では最後に歌われていた一連の歌詞がこのCDでは歌われていない。
7. I Love Him
  - 1991年上演の『夜会Vol.3 KAN(邯鄲)TAN』の中で歌われた作品。
8. 子守歌
  - 1994年上演『夜会Vol.6 シャングリラ』の中で発表されたオリジナル曲。
9. 生きてゆくおまえ
  - 1994年上演『夜会Vol.6 シャングリラ』の中で発表されたオリジナル曲。
10. 人待ち歌
  - 1993年上演『夜会Vol.5 花の色はうつりにけりないたづらにわが身世にふるながめせし間に』の中で歌われていた曲。

## 演奏者
| 二隻の舟 - Drums：Curt Bisquera - E.Bass：Bob Glaub - E.Guitars：今剛 - A.Piano：Jai Winding, 小林信吾 - Keyboards：中西康晴 - Programming：浦田恵司 - Conductor：瀬尾一三 - Strings：篠崎正嗣グルーブ - Recording Engineer：Marc De Sisto, Tad 後藤 - Mixing Engineer：Joe Chicarelli 思い出させてあげる - Drums Programming：浦田恵司 - Drums：青山純 - Stick & E.Bass：美久月千晴 - E.Guitars：今剛 - A.Piano & Keyboards：中西康晴 - Programming：浦田恵司 - E.Violin Solo：篠崎正嗣 - Recording Engineer：Tad 後藤 - Additional Engineer：山田千鶴 - Mixing Engineer：Tad 後藤 泣かないでアマテラス - Drums：青山純 - E.Bass：美久月千晴 - E.Guitar & Solo：今剛 - A.Piano & Keyboards：中西康晴 - Programming：浦田恵司 - Conductor：瀬尾一三 - Strings：篠崎正嗣グルーブ - Recording Engineer：Tad 後藤 - Mixing Engineer：Tad 後藤 Maybe - Drums, Percussion & Bass Programming：浦田恵司・中西康晴 - Drums：Curt Bisquera - E.Bass：Bob Glaub - E.Guitars：今剛 - A.Piano & Keyboard：中西康晴・小林信吾 - Programming：浦田恵司 - Alto Sax Solo：古村敏比古 - Background Vocals：Julia Waters, Maxine Waters, MonaLisa Young, Carmen Twillie, Billie Barnum, Luther Waters, Oren Waters, Terry Wood - Recording Engineer：Marc De Sisto - Additional Engineer：Tad 後藤・山田千鶴 - Mixing Engineer：Joe Chicarelli ふたりは - Duet With 世良公則 - Drums：John Guerin - E.Bass：Neil Stubenhaus - A.Piano：Jon Gilutin - Children Choir：森ノ木児童合唱団 - Conductor：David Campbell - Contractor：Sid Page - Recording Engineer：Al Schmitt - Additional Engineer：山田千鶴・加藤謙吾 - Mixing Engineer：Al Schmitt | DIAMOND CAGE - Drums, Percussion & Bass Programming：浦田恵司 - Drums Solo：山木秀夫 - E.Guitars：今剛 - Keyboards：浦田恵司 - Recording Engineer：Tad 後藤 - Mixing Engineer：Tad 後藤 I love him - E.Bass：美久月千晴 - E.Guitars：今剛 - Keyboards：中西康晴 - Programming：浦田恵司 - Recording Engineer：Tad 後藤 - Mixing Engineer：Tad 後藤 子守歌 - Drums：山木秀夫 - Stick Bass：美久月千晴 - E.Guitar：今剛 - Gut Guitar：石川鷹彦 - Keyboards：重実徹 - Programming：浦田恵司 - Tin Whistle：旭孝 - Recording Engineer：Tad 後藤 - Additional Engineer：加藤謙吾 - Mixing Engineer：Joe Chicarelli 生きてゆくおまえ - A. Piano：Jon Gilutin - Conductor：David Campbell - Contractor：Suzie Katayama - Concertmaster：Sid Page - Recording Engineer：Al Schmitt - Mixing Engineer：Al Schmitt 人待ち歌 - Drums：青山純 - E.Bass：美久月千晴 - E.Guitar：今剛 - A.Piano & Keyboards：中西康晴 - Programming：浦田恵司 - Recording Engineer：Tad 後藤 - Mixing Engineer：Tad 後藤 |